# World Games 2017/Jiu Jitsu
Bei den World Games 2017 wurden am 28. und 29. Juli 2017 insgesamt 22 Wettbewerbe im Jiu Jitsu durchgeführt.

## Wettbewerbe und Zeitplan
| Wettbewerbe     | Juli | Juli |
| Damen           | 28.  | 29.  |
| --------------- | ---- | ---- |
| Open Ne-Waza    |      |      |
| Duo             |      |      |
| -55 kg Ne-Waza  |      |      |
| -55 kg Fighting |      |      |
| -62 kg Fighting |      |      |
| -70 kg Fighting |      |      |
| Herren          | 28.  | 29.  |
| Open Ne-Waza    |      |      |
| Duo             |      |      |
| -62 kg Ne-Waza  |      |      |
| -69 kg Ne-Waza  |      |      |
| -77 kg Ne-Waza  |      |      |
| -85 kg Ne-Waza  |      |      |
| -94 kg Ne-Waza  |      |      |
| +94 kg Ne-Waza  |      |      |
| -62 kg Fighting |      |      |
| -69 kg Fighting |      |      |
| -77 kg Fighting |      |      |
| -85 kg Fighting |      |      |
| -94 kg Fighting |      |      |
| +94 kg Fighting |      |      |
| Mixed           | 28.  | 29.  |
| Team            |      |      |
| Duo             |      |      |

|  | Qualifikation |  | Finale |

## Ergebnisse Damen

### Open Ne-Waza

#### Ergebnisse
| Viertelfinale | Viertelfinale                 | Viertelfinale |  |     | Halbfinale                | Halbfinale                    | Halbfinale   |                               |                  | Finale           | Finale           | Finale           |
|               |                               |               |  |     |                           |                               |              |                               |                  |                  |                  |                  |
|               |                               |               |  |     | BEL                       | Amal Amjahid                  | 99           |                               |                  |                  |                  |                  |
|               |                               |               |  |     | FRA                       | Chloe Claude Laurence Lalande | 0            |                               |                  |                  |                  |                  |
| FRA           | Chloe Claude Laurence Lalande | 50            |  |     |                           |                               |              |                               |                  |                  |                  |                  |
| POR           | Ana Nair Marques Dias         | 0             |  |     |                           |                               |              |                               | Endkampf         | Endkampf         | Endkampf         |                  |
|               |                               |               |  |     |                           | BEL                           | Amal Amjahid | 1                             |                  |                  |                  |                  |
|               |                               |               |  | JOR | Luma Hatem Sharif Alqubaj | 0                             |              |                               |                  |                  |                  |                  |
|               |                               |               |  |     |                           |                               |              |                               |                  |                  |                  |                  |
|               |                               |               |  |     |                           |                               |              |                               |                  |                  |                  |                  |
|               |                               |               |  |     | JOR                       | Luma Hatem Sharif Alqubaj     | 27           |                               |                  |                  |                  |                  |
|               |                               |               |  |     | POL                       | Emilia Mackowiak              | 0            |                               |                  | Kampf um Platz 3 | Kampf um Platz 3 | Kampf um Platz 3 |
| FRA           | Séverine Nébié                | 0             |  |     |                           |                               | FRA          | Chloe Claude Laurence Lalande | 2                |                  |                  |                  |
| POL           | Emilia Mackowiak              | 2             |  |     |                           |                               |              | POL                           | Emilia Mackowiak | 6                |                  |                  |
|               |                               |               |  |     |                           |                               |              |                               |                  |                  |                  |                  |

#### Medaillengewinner
| Platz | Land      | Sportlerin                |
| ----- | --------- | ------------------------- |
| 1     | Belgien   | Amal Amjahid              |
| 2     | Jordanien | Luma Hatem Sharif Alqubaj |
| 3     | Polen     | Emilia Mackowiak          |

### Duo

#### Vorrunde
Gruppe A:
| Begegnung                                            | Begegnung | Begegnung                                            | Ergebnis |
| ---------------------------------------------------- | --------- | ---------------------------------------------------- | -------- |
| Mirneta Bećirović / Mirnesa Bećirović                | –         | Sandra Ximena Pedraza / Margarita Rosa Campos Obando | 92:77,5  |
| Mirneta Bećirović / Mirnesa Bećirović                | –         | Suphawadee Kaeosrasaen / Kunsatri Kumsroi            | 96:86    |
| Sandra Ximena Pedraza / Margarita Rosa Campos Obando | –         | Suphawadee Kaeosrasaen / Kunsatri Kumsroi            | 78:84,5  |

| Pl. | Land       | Namen                                                | K | S | Punkte  | Diff. |
| --- | ---------- | ---------------------------------------------------- | - | - | ------- | ----- |
| 1.  | Österreich | Mirneta Bećirović / Mirnesa Bećirović                | 2 | 2 | 188:164 | +25   |
| 2.  | Thailand   | Suphawadee Kaeosrasaen / Kunsatri Kumsroi            | 2 | 1 | 171:174 | −04   |
| 3.  | Kolumbien  | Sandra Ximena Pedraza / Margarita Rosa Campos Obando | 2 | 0 | 156:177 | −21   |

Gruppe B:
| Begegnung                    | Begegnung | Begegnung                            | Ergebnis  |
| ---------------------------- | --------- | ------------------------------------ | --------- |
| Blanca Birn / Annalena Sturm | –         | Patricija Delac / Sara Besal         | 88,5:90   |
| Blanca Birn / Annalena Sturm | –         | Đào Lê Thu Trang / Đào Thị Như Quỳnh | 87,5:76,5 |
| Patricija Delac / Sara Besal | –         | Đào Lê Thu Trang / Đào Thị Như Quỳnh | 86:73,5   |

| Pl. | Land        | Namen                                | K | S | Punkte  | Diff. |
| --- | ----------- | ------------------------------------ | - | - | ------- | ----- |
| 1.  | Slowenien   | Patricija Delac / Sara Besal         | 2 | 2 | 176:162 | +14   |
| 2.  | Deutschland | Blanca Birn / Annalena Sturm         | 2 | 1 | 176:167 | +10   |
| 3.  | Vietnam     | Đào Lê Thu Trang / Đào Thị Như Quỳnh | 2 | 0 | 150:174 | −24   |

|  | Qualifikation zum Halbfinale |

#### Endrunde
|  | Halbfinale | Halbfinale                              | Halbfinale |                  |  | Endkampf | Endkampf                                | Endkampf |
|  |            |                                         |            |                  |  |          |                                         |          |
|  |            |                                         |            |                  |  |          |                                         |          |
|  | AUT        | Mirneta Bećirović Mirnesa Bećirović     | 97,5       |                  |  |          |                                         |          |
|  | GER        | Blanca Birn Annalena Sturm              | 91,5       |                  |  | AUT      | Mirneta Bećirović Mirnesa Bećirović     | 99       |
|  |            |                                         |            |                  |  | SLO      | Patricija Delac Sara Besal              | 92       |
|  |            |                                         |            |                  |  |          |                                         |          |
|  |            |                                         |            | Kampf um Platz 3 |  |          |                                         |          |
|  | SLO        | Patricija Delac Sara Besal              | 89,0       |                  |  |          |                                         |          |
|  | THA        | Suphawadee Kaeosrasaen Kunsatri Kumsroi | 82,5       |                  |  | GER      | Blanca Birn Annalena Sturm              | 90,5     |
|  |            |                                         |            |                  |  | THA      | Suphawadee Kaeosrasaen Kunsatri Kumsroi | 84       |
|  |            |                                         |            |                  |  |          |                                         |          |

#### Medaillengewinner
| Platz | Land        | Namen                                 |
| ----- | ----------- | ------------------------------------- |
| 1     | Österreich  | Mirneta Bećirović / Mirnesa Bećirović |
| 2     | Slowenien   | Patricija Delac / Sara Besal          |
| 3     | Deutschland | Blanca Birn / Annalena Sturm          |

### 55 kg Ne-Waza

#### Vorrunde
Gruppe A:
| Begegnung           | Begegnung | Begegnung           | Ergebnis |
| ------------------- | --------- | ------------------- | -------- |
| Amal Amjahid        | –         | Bayarmaa Munkhgerel | 100:0    |
| Amal Amjahid        | –         | Magdalena Giec      | 100:0    |
| Bayarmaa Munkhgerel | –         | Magdalena Giec      | 14:0     |

| Pl. | Land | Athletin            | K | S | Punkte | Diff. |
| --- | ---- | ------------------- | - | - | ------ | ----- |
| 1.  | BEL  | Amal Amjahid        | 2 | 2 | 200:0  | +200  |
| 2.  | MGL  | Bayarmaa Munkhgerel | 2 | 1 | 14:100 | −86   |
| 3.  | POL  | Magdalena Giec      | 2 | 0 | 0:114  | −114  |

Gruppe B:
| Begegnung             | Begegnung | Begegnung             | Ergebnis |
| --------------------- | --------- | --------------------- | -------- |
| Jessica Scricciolo    | –         | Ana Nair Marques Dias | 0:100    |
| Jessica Scricciolo    | –         | Sandra Ximena Pedraza | 0:100    |
| Ana Nair Marques Dias | –         | Sandra Ximena Pedraza | 4:0      |

| Pl. | Land | Athletin              | K | S | Punkte | Diff. |
| --- | ---- | --------------------- | - | - | ------ | ----- |
| 1.  | POR  | Ana Nair Marques Dias | 2 | 2 | 104:0  | +104  |
| 2.  | COL  | Sandra Ximena Pedraza | 2 | 1 | 100:4  | +96   |
| 3.  | ITA  | Jessica Scricciolo    | 2 | 0 | 0:200  | −200  |

|  | Qualifikation zum Halbfinale |

#### Endrunde
|  | Halbfinale | Halbfinale            | Halbfinale |                  |  | Endkampf | Endkampf              | Endkampf |
|  |            |                       |            |                  |  |          |                       |          |
|  |            |                       |            |                  |  |          |                       |          |
|  | BEL        | Amal Amjahid          | 100        |                  |  |          |                       |          |
|  | COL        | Sandra Ximena Pedraza | 0          |                  |  | BEL      | Amal Amjahid          | 100      |
|  |            |                       |            |                  |  | MGL      | Bayarmaa Munkhgerel   | 0        |
|  |            |                       |            |                  |  |          |                       |          |
|  |            |                       |            | Kampf um Platz 3 |  |          |                       |          |
|  | POR        | Ana Nair Marques Dias | 0          |                  |  |          |                       |          |
|  | MGL        | Bayarmaa Munkhgerel   | 100        |                  |  | COL      | Sandra Ximena Pedraza | 2        |
|  |            |                       |            |                  |  | POR      | Ana Nair Marques Dias | 100      |
|  |            |                       |            |                  |  |          |                       |          |

#### Medaillengewinner
| Platz | Land     | Sportlerin            |
| ----- | -------- | --------------------- |
| 1     | Belgien  | Amal Amjahid          |
| 2     | Mongolei | Bayarmaa Munkhgerel   |
| 3     | Portugal | Ana Nair Marques Dias |

### 55 kg Fighting

#### Vorrunde
Gruppe A:
| Jessica Scricciolo           | 50:0  | Romina Yashmir Lopez Cestari |
| Jessica Scricciolo           | 9:10  | Magdalena Giec               |
| Romina Yashmir Lopez Cestari | 12:13 | Magdalena Giec               |

| Pl. | Land | Athletin                     | K | S | Punkte | Diff. |
| --- | ---- | ---------------------------- | - | - | ------ | ----- |
| 1.  | POL  | Magdalena Giec               | 2 | 2 | 23:21  | +02   |
| 2.  | ITA  | Jessica Scricciolo           | 2 | 1 | 59:10  | +49   |
| 3.  | URU  | Romina Yashmir Lopez Cestari | 2 | 0 | 12:63  | −51   |

Gruppe B:
| Laure Bauchet | 6:7  | Rebekka Dahl       |
| Laure Bauchet | 13:8 | Panagiota Latsinou |
| Rebekka Dahl  | 50:0 | Panagiota Latsinou |

| Pl. | Land | Athletin           | K | S | Punkte | Diff. |
| --- | ---- | ------------------ | - | - | ------ | ----- |
| 1.  | DEN  | Rebekka Dahl       | 2 | 2 | 57:06  | +51   |
| 2.  | FRA  | Laure Bauchet      | 2 | 1 | 19:15  | +04   |
| 3.  | GRE  | Panagiota Latsinou | 2 | 0 | 08:63  | −55   |

|  | Qualifikation zum Halbfinale |

#### Endrunde
|  | Halbfinale | Halbfinale         | Halbfinale |                  |  | Endkampf | Endkampf           | Endkampf |
|  |            |                    |            |                  |  |          |                    |          |
|  |            |                    |            |                  |  |          |                    |          |
|  | POL        | Magdalena Giec     | 7          |                  |  |          |                    |          |
|  | FRA        | Laure Bauchet      | 10         |                  |  | FRA      | Laure Bauchet      | 5        |
|  |            |                    |            |                  |  | DEN      | Rebekka Dahl       | 9        |
|  |            |                    |            |                  |  |          |                    |          |
|  |            |                    |            | Kampf um Platz 3 |  |          |                    |          |
|  | DEN        | Rebekka Dahl       | 5          |                  |  |          |                    |          |
|  | ITA        | Jessica Scricciolo | 2          |                  |  | POL      | Magdalena Giec     | 8        |
|  |            |                    |            |                  |  | ITA      | Jessica Scricciolo | 14       |
|  |            |                    |            |                  |  |          |                    |          |

#### Medaillengewinner
| Platz | Land       | Sportlerin         |
| ----- | ---------- | ------------------ |
| 1     | Dänemark   | Rebekka Dahl       |
| 2     | Frankreich | Laure Doucet       |
| 3     | Italien    | Jessica Scricciolo |

### 62 kg Fighting

#### Vorrunde
Gruppe A:
| Séverine Nébié | 14:0 | Olga Medvedeva     |
| Séverine Nébié | 11:1 | Annalisa Cavaretta |
| Olga Medvedeva | 0:14 | Annalisa Cavaretta |

| Pl. | Land | Athletin            | K | S | Punkte | Diff. |
| --- | ---- | ------------------- | - | - | ------ | ----- |
| 1.  | FRA  | Séverine Nébié      | 2 | 2 | 25:01  | +24   |
| 2.  | ITA  | Annalisa Cavarretta | 2 | 1 | 15:11  | +04   |
| 3.  | RUS  | Olga Medvedeva      | 2 | 0 | 00:28  | −28   |

Gruppe B:
| Carina Neupert          | 16:5 | Madeline Choconta Rojas |
| Carina Neupert          | 50:0 | Marta Walotek           |
| Madeline Choconta Rojas | 6:12 | Marta Walotek           |

| Pl. | Land | Athletin                | K | S | Punkte | Diff. |
| --- | ---- | ----------------------- | - | - | ------ | ----- |
| 1.  | GER  | Carina Neupert          | 2 | 2 | 66:05  | +61   |
| 2.  | POL  | Marta Walotek           | 2 | 1 | 12:56  | −44   |
| 3.  | COL  | Madeline Choconta Rojas | 2 | 0 | 11:28  | −17   |

|  | Qualifikation zum Halbfinale |

#### Endrunde
|  | Halbfinale | Halbfinale          | Halbfinale |                  |  | Endkampf | Endkampf            | Endkampf |
|  |            |                     |            |                  |  |          |                     |          |
|  |            |                     |            |                  |  |          |                     |          |
|  | FRA        | Séverine Nébié      | 50         |                  |  |          |                     |          |
|  | POL        | Marta Walotek       | 0          |                  |  | FRA      | Séverine Nébié      | 50       |
|  |            |                     |            |                  |  | ITA      | Annalisa Cavarretta | 0        |
|  |            |                     |            |                  |  |          |                     |          |
|  |            |                     |            | Kampf um Platz 3 |  |          |                     |          |
|  | GER        | Carina Neupert      | 7          |                  |  |          |                     |          |
|  | ITA        | Annalisa Cavarretta | 8          |                  |  | POL      | Marta Walotek       | 4        |
|  |            |                     |            |                  |  | GER      | Carina Neupert      | 20       |
|  |            |                     |            |                  |  |          |                     |          |

#### Medaillengewinner
| Platz | Land        | Sportlerin          |
| ----- | ----------- | ------------------- |
| 1     | Frankreich  | Séverine Nébié      |
| 2     | Italien     | Annalisa Cavarretta |
| 3     | Deutschland | Carina Neupert      |

### 70 kg Fighting

#### Vorrunde
Gruppe A:
| Aafke van Leeuwen   | 9:5  | Theresa Attenberger |
| Aafke van Leeuwen   | 6:3  | Liva Tanzer         |
| Theresa Attenberger | 11:3 | Liva Tanzer         |

| Pl. | Land | Athletin            | K | S | Punkte | Diff. |
| --- | ---- | ------------------- | - | - | ------ | ----- |
| 1.  | NED  | Aafke van Leeuwen   | 2 | 2 | 15:08  | +07   |
| 2.  | GER  | Theresa Attenberger | 2 | 1 | 16:12  | +04   |
| 3.  | DEN  | Liva Tanzer         | 2 | 0 | 06:17  | −11   |

Gruppe B:
| Chloe Claude Laurence Lalande | 7:8  | Emilia Mackowiak       |
| Chloe Claude Laurence Lalande | 50:0 | Veronica Lopez Herrera |
| Emilia Mackowiak              | 13:1 | Veronica Lopez Herrera |

| Pl. | Land | Athletin                      | K | S | Punkte | Diff. |
| --- | ---- | ----------------------------- | - | - | ------ | ----- |
| 1.  | POL  | Emilia Mackowiak              | 2 | 2 | 21:08  | +13   |
| 2.  | FRA  | Chloe Claude Laurence Lalande | 2 | 1 | 57:08  | +49   |
| 3.  | MEX  | Veronica Lopez Herrera        | 2 | 0 | 01:63  | −62   |

|  | Qualifikation zum Halbfinale |

#### Endrunde
|  | Halbfinale | Halbfinale                    | Halbfinale |                  |  | Endkampf | Endkampf                      | Endkampf |
|  |            |                               |            |                  |  |          |                               |          |
|  |            |                               |            |                  |  |          |                               |          |
|  | NED        | Aafke van Leeuwen             | 9          |                  |  |          |                               |          |
|  | FRA        | Chloe Claude Laurence Lalande | 12         |                  |  | FRA      | Chloe Claude Laurence Lalande | 5        |
|  |            |                               |            |                  |  | GER      | Theresa Attenberger           | 13       |
|  |            |                               |            |                  |  |          |                               |          |
|  |            |                               |            | Kampf um Platz 3 |  |          |                               |          |
|  | POL        | Emilia Mackowiak              | 0          |                  |  |          |                               |          |
|  | GER        | Theresa Attenberger           | 50         |                  |  | NED      | Aafke van Leeuwen             | 9        |
|  |            |                               |            |                  |  | POL      | Emilia Mackowiak              | 8        |
|  |            |                               |            |                  |  |          |                               |          |

#### Medaillengewinner
| Platz | Land        | Sportlerin                    |
| ----- | ----------- | ----------------------------- |
| 1     | Deutschland | Theresa Attenberger           |
| 2     | Frankreich  | Chloe Claude Laurence Lalande |
| 3     | Niederlande | Aafke van Leeuwen             |

## Ergebnisse Herren

### Open Ne-Waza

#### Ergebnisse
|  | Achtelfinale | Achtelfinale        | Achtelfinale   |                   |                             | Viertelfinale    | Viertelfinale       | Viertelfinale    |   |  | Halbfinale | Halbfinale | Halbfinale |  |  | Finale | Finale | Finale |
|  |              |                     |                |                   |                             |                  |                     |                  |   |  |            |            |            |  |  |        |        |        |
|  | HUN          | Kristof Szucs       | 99             |                   |                             |                  |                     |                  |   |  |            |            |            |  |  |        |        |        |
|  | SWE          | Max Hederström      | 0              |                   |                             |                  |                     |                  |   |  |            |            |            |  |  |        |        |        |
|  | SWE          | Max Hederström      | 0              | HUN               | Kristof Szucs               | 7                |                     |                  |   |  |            |            |            |  |  |        |        |        |
|  |              |                     |                | HUN               | Kristof Szucs               | 7                |                     |                  |   |  |            |            |            |  |  |        |        |        |
|  |              |                     | RUS            | Aleksandr Sak     | 2                           |                  |                     |                  |   |  |            |            |            |  |  |        |        |        |
|  | RUS          | Aleksandr Sak       | RUS            | Aleksandr Sak     | 2                           | 4*               |                     |                  |   |  |            |            |            |  |  |        |        |        |
|  | RUS          | Aleksandr Sak       |                |                   |                             | 4*               |                     |                  |   |  |            |            |            |  |  |        |        |        |
|  | UAE          | Yahya Alhamadi      | 4              |                   |                             |                  |                     |                  |   |  |            |            |            |  |  |        |        |        |
|  | UAE          | Yahya Alhamadi      | 4              | HUN               | Kristof Szucs               | 99               |                     |                  |   |  |            |            |            |  |  |        |        |        |
|  |              |                     |                | HUN               | Kristof Szucs               | 99               |                     |                  |   |  |            |            |            |  |  |        |        |        |
|  |              | BEL                 | Wim Deputter   | 0                 |                             |                  |                     |                  |   |  |            |            |            |  |  |        |        |        |
|  | POL          | BEL                 | Wim Deputter   | 0                 | Maciej Kozak                | 5                |                     |                  |   |  |            |            |            |  |  |        |        |        |
|  | POL          |                     |                |                   | Maciej Kozak                | 5                |                     |                  |   |  |            |            |            |  |  |        |        |        |
|  | ISR          | Evyatar Paperni     | 2              |                   |                             |                  |                     |                  |   |  |            |            |            |  |  |        |        |        |
|  | ISR          | Evyatar Paperni     | 2              | Polen             | Maciej Kozak                | 4                |                     |                  |   |  |            |            |            |  |  |        |        |        |
|  |              |                     |                | Polen             | Maciej Kozak                | 4                |                     |                  |   |  |            |            |            |  |  |        |        |        |
|  |              |                     | BEL            | Wim Deputter      | 6                           |                  |                     |                  |   |  |            |            |            |  |  |        |        |        |
|  |              |                     |                | Wim Deputter      | 6                           |                  |                     |                  |   |  |            |            |            |  |  |        |        |        |
|  |              |                     |                |                   |                             |                  |                     |                  |   |  |            |            |            |  |  |        |        |        |
|  |              |                     |                |                   |                             |                  |                     |                  |   |  |            |            |            |  |  |        |        |        |
|  | HUN          | Kristof Szucs       | 2              |                   |                             |                  |                     |                  |   |  |            |            |            |  |  |        |        |        |
|  | HUN          | Kristof Szucs       | 2              |                   |                             |                  |                     |                  |   |  |            |            |            |  |  |        |        |        |
|  |              | UAE                 | Faisal Alektbi | 0                 |                             |                  |                     |                  |   |  |            |            |            |  |  |        |        |        |
|  | MAR          | UAE                 | Faisal Alektbi | 0                 | Seif Eddine Houmine         | 50               |                     |                  |   |  |            |            |            |  |  |        |        |        |
|  | MAR          |                     |                |                   | Seif Eddine Houmine         | 50               |                     |                  |   |  |            |            |            |  |  |        |        |        |
|  | FRA          | Haidar Raza Abbas   | 0              |                   |                             |                  |                     |                  |   |  |            |            |            |  |  |        |        |        |
|  | FRA          | Haidar Raza Abbas   | 0              | MAR               | Seif Eddine Houmine         | 3                |                     |                  |   |  |            |            |            |  |  |        |        |        |
|  |              |                     |                | MAR               | Seif Eddine Houmine         | 3                |                     |                  |   |  |            |            |            |  |  |        |        |        |
|  |              |                     | RUS            | Abdulbari Gusanov | 0                           |                  |                     |                  |   |  |            |            |            |  |  |        |        |        |
|  |              |                     |                | Abdulbari Gusanov | 0                           |                  |                     |                  |   |  |            |            |            |  |  |        |        |        |
|  |              |                     |                |                   |                             |                  |                     |                  |   |  |            |            |            |  |  |        |        |        |
|  |              |                     |                |                   |                             |                  |                     |                  |   |  |            |            |            |  |  |        |        |        |
|  | MAR          | Seif Eddine Houmine | 0              |                   |                             |                  |                     |                  |   |  |            |            |            |  |  |        |        |        |
|  | MAR          | Seif Eddine Houmine | 0              |                   |                             |                  |                     |                  |   |  |            |            |            |  |  |        |        |        |
|  |              | UAE                 | Faisal Alektbi | 2                 |                             |                  |                     |                  |   |  |            |            |            |  |  |        |        |        |
|  | JPN          | UAE                 | Faisal Alektbi | 2                 | Joao Carlos Hiroshi Kuraoka | 0                |                     |                  |   |  |            |            |            |  |  |        |        |        |
|  | JPN          |                     |                |                   |                             |                  |                     |                  |   |  |            |            |            |  |  |        |        |        |
|  | UAE          | Faisal Alektbi      | 50             |                   |                             | Spiel um Platz 3 | Spiel um Platz 3    | Spiel um Platz 3 |   |  |            |            |            |  |  |        |        |        |
|  | UAE          | Faisal Alektbi      | 50             | UAE               | Faisal Alektbi              | Spiel um Platz 3 | Spiel um Platz 3    | Spiel um Platz 3 | 3 |  |            |            |            |  |  |        |        |        |
|  |              |                     |                | UAE               | Faisal Alektbi              | BEL              | Wim Deputter        | 0                | 3 |  |            |            |            |  |  |        |        |        |
|  |              |                     | BEL            | Florent Minguet   | 0                           | BEL              | Wim Deputter        | 0                |   |  |            |            |            |  |  |        |        |        |
|  |              |                     |                | Florent Minguet   | 0                           | MAR              | Seif Eddine Houmine | 3                |   |  |            |            |            |  |  |        |        |        |
|  |              |                     |                |                   |                             | MAR              | Seif Eddine Houmine | 3                |   |  |            |            |            |  |  |        |        |        |
|  |              |                     |                |                   |                             |                  |                     |                  |   |  |            |            |            |  |  |        |        |        |

#### Medaillengewinner
| Platz | Land                         | Sportler            |
| ----- | ---------------------------- | ------------------- |
| 1     | Ungarn                       | Kristof Szucs       |
| 2     | Vereinigte Arabische Emirate | Faisal Alektbi      |
| 3     | Marokko                      | Seif Eddine Houmine |

### Duo

#### Vorrunde
Gruppe A:
| Ruben Assmann / Marnix Willem Bunnik | 91,5:87   | Stefano De Caro / Raffaele Liuzza |
| Ruben Assmann / Marnix Willem Bunnik | 114:112,5 | Vuk Dragutinovic / Stefan Vukotic |
| Stefano De Caro / Raffaele Liuzza    | 87,5:89,5 | Vuk Dragutinovic / Stefan Vukotic |

| Pl. | Land        | Namen                                | K | S | Punkte  | Diff. |
| --- | ----------- | ------------------------------------ | - | - | ------- | ----- |
| 1.  | Niederlande | Ruben Assmann / Marnix Willem Bunnik | 2 | 2 | 206:200 | +06   |
| 2.  | Montenegro  | Vuk Dragutinovic / Stefan Vukotic    | 2 | 1 | 202:202 | ±0    |
| 3.  | Italien     | Stefano De Caro / Raffaele Liuzza    | 2 | 0 | 175:181 | −06   |

Gruppe B:
| Bjarne Lardon / Ben Jos Cloostermans | 89:93   | Sebastian Vosta / Nicolaus Bichler |
| Bjarne Lardon / Ben Jos Cloostermans | 92:85,5 | Abu Hurrara / Muhammad Ammar       |
| Sebastian Vosta / Nicolaus Bichler   | 90:84,5 | Abu Hurrara / Muhammad Ammar       |

| Pl. | Land       | Namen                                | K | S | Punkte  | Diff. |
| --- | ---------- | ------------------------------------ | - | - | ------- | ----- |
| 1.  | Österreich | Sebastian Vosta / Nicolaus Bichler   | 2 | 2 | 183:174 | +10   |
| 2.  | Belgien    | Bjarne Lardon / Ben Jos Cloostermans | 2 | 1 | 181:179 | +02   |
| 3.  | Pakistan   | Abu Hurrara / Muhammad Ammar         | 2 | 0 | 170:182 | −12   |

|  | Qualifikation zum Halbfinale |

#### Endrunde
|  | Halbfinale | Halbfinale                         | Halbfinale |                  |  | Endkampf | Endkampf                           | Endkampf |
|  |            |                                    |            |                  |  |          |                                    |          |
|  |            |                                    |            |                  |  |          |                                    |          |
|  | NED        | Ruben Assmann Marnix Willem Bunnik | 95,5       |                  |  |          |                                    |          |
|  | BEL        | Bjarne Lardon Ben Jos Cloostermans | 92,0       |                  |  | NED      | Ruben Assmann Marnix Willem Bunnik | 96,0     |
|  |            |                                    |            |                  |  | AUT      | Sebastian Vosta Nicolaus Bichler   | 97,5     |
|  |            |                                    |            |                  |  |          |                                    |          |
|  |            |                                    |            | Kampf um Platz 3 |  |          |                                    |          |
|  | AUT        | Sebastian Vosta Nicolaus Bichler   | 97,0       |                  |  |          |                                    |          |
|  | MNE        | Vuk Dragutinovic Stefan Vukotic    | 94,0       |                  |  | BEL      | Bjarne Lardon Ben Jos Cloostermans | 96,0     |
|  |            |                                    |            |                  |  | MNE      | Vuk Dragutinovic Stefan Vukotic    | 94,5     |
|  |            |                                    |            |                  |  |          |                                    |          |

#### Medaillengewinner
| Platz | Land        | Namen                              |
| ----- | ----------- | ---------------------------------- |
| 1     | Österreich  | Sebastian Vosta Nicolaus Bichler   |
| 2     | Niederlande | Ruben Assmann Marnix Willem Bunnik |
| 3     | Belgien     | Bjarne Lardon Ben Jos Cloostermans |

### 62 kg Ne-Waza

#### Vorrunde
Gruppe A:
| Jedrzej Loska               | 2:8   | Joao Carlos Hiroshi Kuraoka |
| Jedrzej Loska               | 100:0 | Yared Nigusse Dechassa      |
| Joao Carlos Hiroshi Kuraoka | 100:0 | Yared Nigusse Dechassa      |

| Pl. | Land | Athlet                      | K | S | Punkte | Diff. |
| --- | ---- | --------------------------- | - | - | ------ | ----- |
| 1.  | JPN  | Joao Carlos Hiroshi Kuraoka | 2 | 2 | 108:02 | +106  |
| 2.  | POL  | Jedrzej Loska               | 2 | 1 | 102:08 | +094  |
| 3.  | ETH  | Yared Nigusse Dechassa      | 2 | 0 | 00:200 | −200  |

Gruppe B:
| Ron Cohen                       | 0:0 | Jairo Alejandro Viviescas Ortiz |
| Ron Cohen                       | 4:2 | Mihai Handrea                   |
| Jairo Alejandro Viviescas Ortiz | 5:0 | Mihai Handrea                   |

| Pl. | Land | Athlet                          | K | S | Punkte | Diff. |
| --- | ---- | ------------------------------- | - | - | ------ | ----- |
| 1.  | ISR  | Ron Cohen                       | 2 | 2 | 04:02  | +02   |
| 2.  | COL  | Jairo Alejandro Viviescas Ortiz | 2 | 1 | 05:0   | +05   |
| 3.  | ROU  | Mihai Handrea                   | 2 | 0 | 02:09  | −07   |

|  | Qualifikation zum Halbfinale |

#### Endrunde
|  | Halbfinale | Halbfinale                      | Halbfinale |                  |  | Endkampf | Endkampf                        | Endkampf |
|  |            |                                 |            |                  |  |          |                                 |          |
|  |            |                                 |            |                  |  |          |                                 |          |
|  | JPN        | Joao Carlos Hiroshi Kuraoka     | 0          |                  |  |          |                                 |          |
|  | COL        | Jairo Alejandro Viviescas Ortiz | 1          |                  |  | COL      | Jairo Alejandro Viviescas Ortiz | 0        |
|  |            |                                 |            |                  |  | POL      | Jedrzej Loska                   | 100      |
|  |            |                                 |            |                  |  |          |                                 |          |
|  |            |                                 |            | Kampf um Platz 3 |  |          |                                 |          |
|  | ISR        | Ron Cohen                       | 4          |                  |  |          |                                 |          |
|  | POL        | Jedrzej Loska                   | 100        |                  |  | JPN      | Joao Carlos Hiroshi Kuraoka     | 5        |
|  |            |                                 |            |                  |  | ISR      | Ron Cohen                       | 2        |
|  |            |                                 |            |                  |  |          |                                 |          |

#### Medaillengewinner
| Platz | Land      | Sportler                        |
| ----- | --------- | ------------------------------- |
| 1     | Polen     | Jedrzej Loska                   |
| 2     | Kolumbien | Jairo Alejandro Viviescas Ortiz |
| 3     | Japan     | Joao Carlos Hiroshi Kuraoka     |

### 69 kg Ne-Waza
| Viertelfinale | Viertelfinale       | Viertelfinale |     |                   | Halbfinale        | Halbfinale         | Halbfinale |  |  | Finale | Finale | Finale |
|               |                     |               |     |                   |                   |                    |            |  |  |        |        |        |
|               |                     |               |     |                   | POL               | Maciej Polok       | 100        |  |  |        |        |        |
|               |                     |               |     |                   | UAE               | Talib Alkirbi      | 0          |  |  |        |        |        |
| ISR           | Evyatar Paperni     | 4             |     |                   |                   |                    |            |  |  |        |        |        |
| UAE           | Talib Alkirbi       | 4*            |     |                   |                   |                    |            |  |  |        |        |        |
|               |                     |               |     |                   | POL               | Maciej Polok       | 4          |  |  |        |        |        |
|               |                     |               |     | FRA               | Haidar Raza Abbas | 4*                 |            |  |  |        |        |        |
| FRA           | Haidar Raza Abbas   | 2             |     |                   |                   |                    |            |  |  |        |        |        |
| LBN           | Daniel Hilal        | 0             |     |                   |                   |                    |            |  |  |        |        |        |
|               |                     |               | FRA | Haidar Raza Abbas | 4                 |                    |            |  |  |        |        |        |
|               |                     |               |     |                   | RUS               | Zainutdin Zainukov | 2          |  |  |        |        |        |
| RUS           | Zainutdin Zainukov  | 100           |     |                   |                   |                    |            |  |  |        |        |        |
| BEL           | Salvatore Ivan Liga | 2             |     |                   |                   |                    |            |  |  |        |        |        |
|               |                     |               |     |                   |                   |                    |            |  |  |        |        |        |

| Trostrunde1 | Trostrunde1         | Trostrunde1 |     |              | Trost-Halbfinale | Trost-Halbfinale   | Trost-Halbfinale |  |  | Kampf um Bronze | Kampf um Bronze | Kampf um Bronze |
|             |                     |             |     |              |                  |                    |                  |  |  |                 |                 |                 |
|             |                     |             |     |              | ISR              | Evyatar Paperni    | 4                |  |  |                 |                 |                 |
|             |                     |             |     |              | RUS              | Zainutdin Zainukov | 0                |  |  |                 |                 |                 |
|             |                     |             |     |              |                  |                    |                  |  |  |                 |                 |                 |
|             |                     |             |     |              |                  |                    |                  |  |  |                 |                 |                 |
|             |                     |             |     |              | ISR              | Evyatar Paperni    | 0*               |  |  |                 |                 |                 |
|             |                     |             |     | UAE          | Talib Alkirbi    | 0                  |                  |  |  |                 |                 |                 |
| LBN         | Daniel Hilal        | 100         |     |              |                  |                    |                  |  |  |                 |                 |                 |
| BEL         | Salvatore Ivan Liga | 2           |     |              |                  |                    |                  |  |  |                 |                 |                 |
|             |                     |             | LBN | Daniel Hilal | 0                |                    |                  |  |  |                 |                 |                 |
|             |                     |             |     |              | UAE              | Talib Alkirbi      | 100              |  |  |                 |                 |                 |
|             |                     |             |     |              |                  |                    |                  |  |  |                 |                 |                 |
|             |                     |             |     |              |                  |                    |                  |  |  |                 |                 |                 |
|             |                     |             |     |              |                  |                    |                  |  |  |                 |                 |                 |

#### Medaillengewinner
| Platz | Land       | Sportler          |
| ----- | ---------- | ----------------- |
| 1     | Frankreich | Haidar Raza Abbas |
| 2     | Polen      | Maciej Polok      |
| 3     | Israel     | Evyatar Paperni   |

### 77 kg Ne-Waza

#### Vorrunde
Gruppe A:
| Maciej Kozak       | 0:0   | Mohamed al Qubaisi |
| Maciej Kozak       | 100:0 | Jonathan Charlot   |
| Mohamed al Qubaisi | 0:0   | Jonathan Charlot   |

| Pl. | Land | Athlet             | K | S | Punkte | Diff. |
| --- | ---- | ------------------ | - | - | ------ | ----- |
| 1.  | POL  | Maciej Kozak       | 2 | 2 | 100:0  | +100  |
| 2.  | UAE  | Mohamed al Qubaisi | 2 | 1 | 00:0   | ±0    |
| 3.  | MRI  | Jonathan Charlot   | 2 | 0 | 00:100 | −100  |

Gruppe B:
| Wim Deputte        | 0:2  | Ilke Kubilay Bulut |
| Wim Deputte        | 2:0  | Dinu Bucalet       |
| Ilke Kubilay Bulut | 13:0 | Dinu Bucalet       |

| Pl. | Land | Athlet             | K | S | Punkte | Diff. |
| --- | ---- | ------------------ | - | - | ------ | ----- |
| 1.  | SUI  | Ilke Kubilay Bulut | 2 | 2 | 015:0  | +015  |
| 2.  | BEL  | Wim Deputter       | 2 | 1 | 02:02  | ±0    |
| 3.  | ROU  | Dinu Bucalet       | 2 | 0 | 00:015 | −015  |

|  | Qualifikation zum Halbfinale |

#### Endrunde
|  | Halbfinale | Halbfinale         | Halbfinale |                  |  | Endkampf | Endkampf           | Endkampf |
|  |            |                    |            |                  |  |          |                    |          |
|  |            |                    |            |                  |  |          |                    |          |
|  | POL        | Maciej Kozak       | 0          |                  |  |          |                    |          |
|  | BEL        | Wim Deputter       | 1          |                  |  | BEL      | Wim Deputter       | 2        |
|  |            |                    |            |                  |  | SUI      | Ilke Kubilay Bulut | 12       |
|  |            |                    |            |                  |  |          |                    |          |
|  |            |                    |            | Kampf um Platz 3 |  |          |                    |          |
|  | SUI        | Ilke Kubilay Bulut | 14         |                  |  |          |                    |          |
|  | UAE        | Mohamed al Qubaisi | 0          |                  |  | POL      | Maciej Kozak       | 6        |
|  |            |                    |            |                  |  | UAE      | Mohamed al Qubaisi | 0        |
|  |            |                    |            |                  |  |          |                    |          |

#### Medaillengewinner
| Platz | Land    | Sportler            |
| ----- | ------- | ------------------- |
| 1     | Schweiz | Ilker Kubilay Bulut |
| 2     | Belgien | Wim Deputter        |
| 3     | Polen   | Maciej Kozak        |

### 85 kg Ne-Waza

#### Vorrunde
Gruppe A:
| Dan Melvin Schon Weinberg | 0:100 | Daniel de Maddalena |
| Dan Melvin Schon Weinberg | 0:0   | David Ben Zaken     |
| Daniel de Maddalena       | 100:0 | David Ben Zaken     |

| Pl. | Land | Athlet                    | K | S | Punkte | Diff. |
| --- | ---- | ------------------------- | - | - | ------ | ----- |
| 1.  | SUI  | Daniel de Maddalena       | 2 | 2 | 200:0  | +200  |
| 2.  | MEX  | Dan Melvin Schon Weinberg | 2 | 1 | 00:100 | −100  |
| 3.  | ISR  | David Ben Zaken           | 2 | 0 | 00:100 | −100  |

Gruppe B:
| Haidar Haitham Abdelkari Al-Rasheed | 0:100 | Abdulbari Guseinov         |
| Haidar Haitham Abdelkari Al-Rasheed | 4:2   | Abdurahmanhaji Murtazaliev |
| Abdulbari Guseinov                  | 100:0 | Abdurahmanhaji Murtazaliev |

| Pl. | Land | Athlet                              | K | S | Punkte | Diff. |
| --- | ---- | ----------------------------------- | - | - | ------ | ----- |
| 1.  | RUS  | Abdulbari Guseinov                  | 2 | 2 | 200:0  | +200  |
| 2.  | JOR  | Haidar Haitham Abdelkari Al-Rasheed | 2 | 1 | 04:102 | −098  |
| 3.  | KGZ  | Abdurahmanhaji Murtazaliev          | 2 | 0 | 04:104 | −102  |

|  | Qualifikation zum Halbfinale |

#### Endrunde
|  | Halbfinale | Halbfinale                          | Halbfinale |                  |  | Endkampf | Endkampf                            | Endkampf |
|  |            |                                     |            |                  |  |          |                                     |          |
|  |            |                                     |            |                  |  |          |                                     |          |
|  | SUI        | Daniel de Maddalena                 | 4          |                  |  |          |                                     |          |
|  | JOR        | Haidar Haitham Abdelkari Al-Rasheed | 2          |                  |  | SUI      | Daniel de Maddalena                 | 0        |
|  |            |                                     |            |                  |  | MEX      | Dan Melvin Schon Weinberg           | 2        |
|  |            |                                     |            |                  |  |          |                                     |          |
|  |            |                                     |            | Kampf um Platz 3 |  |          |                                     |          |
|  | RUS        | Abdulbari Guseinov                  | 0          |                  |  |          |                                     |          |
|  | MEX        | Dan Melvin Schon Weinberg           | 0*         |                  |  | JOR      | Haidar Haitham Abdelkari Al-Rasheed | 0        |
|  |            |                                     |            |                  |  | RUS      | Abdulbari Guseinov                  | 100      |
|  |            |                                     |            |                  |  |          |                                     |          |

#### Medaillengewinner
| Platz | Land     | Sportler                  |
| ----- | -------- | ------------------------- |
| 1     | Mexiko   | Dan Melvin Schon Weinberg |
| 2     | Schweiz  | Daniel de Maddalena       |
| 3     | Russland | Abdulbari Guseinov        |

### 94 kg Ne-Waza

#### Vorrunde
Gruppe A:
| Faisal Alketbi | 0:0   | Kristof Szucs        |
| Faisal Alketbi | 4:0   | Mohsen Hamid Aghchay |
| Kristof Szucs  | 100:0 | Mohsen Hamid Aghchay |

| Pl. | Land | Athlet               | K | S | Punkte | Diff. |
| --- | ---- | -------------------- | - | - | ------ | ----- |
| 1.  | HUN  | Kristof Szucs        | 2 | 2 | 100:0  | +100  |
| 2.  | UAE  | Faisal Alketbi       | 2 | 1 | 04:0   | +04   |
| 3.  | IRI  | Mohsen Hamid Aghchay | 2 | 0 | 00:104 | −104  |

Gruppe B:
| Florent Minguet | 5:2   | Malte Meinken  |
| Florent Minguet | 0:3   | Max Hederström |
| Malte Meinken   | 0:100 | Max Hederström |

| Pl. | Land | Athlet          | K | S | Punkte | Diff. |
| --- | ---- | --------------- | - | - | ------ | ----- |
| 1.  | SWE  | Max Hederström  | 2 | 2 | 103:0  | +103  |
| 2.  | BEL  | Florent Minguet | 2 | 1 | 05:05  | ±0    |
| 3.  | GER  | Malte Meinken   | 2 | 0 | 02:105 | −103  |

|  | Qualifikation zum Halbfinale |

#### Endrunde
|  | Halbfinale | Halbfinale      | Halbfinale |                  |  | Endkampf | Endkampf        | Endkampf |
|  |            |                 |            |                  |  |          |                 |          |
|  |            |                 |            |                  |  |          |                 |          |
|  | HUN        | Kristof Szucs   | 7          |                  |  |          |                 |          |
|  | BEL        | Florent Minguet | 0          |                  |  | HUN      | Kristof Szucs   | 0        |
|  |            |                 |            |                  |  | UAE      | Faisal Alketbi  | 2        |
|  |            |                 |            |                  |  |          |                 |          |
|  |            |                 |            | Kampf um Platz 3 |  |          |                 |          |
|  | SWE        | Max Hederström  | 2          |                  |  |          |                 |          |
|  | UAE        | Faisal Alketbi  | 2*         |                  |  | BEL      | Florent Minguet | 4        |
|  |            |                 |            |                  |  | SWE      | Max Hederström  | 0        |
|  |            |                 |            |                  |  |          |                 |          |

#### Medaillengewinner
| Platz | Land                         | Sportler        |
| ----- | ---------------------------- | --------------- |
| 1     | Vereinigte Arabische Emirate | Faisal Alketbi  |
| 2     | Ungarn                       | Kristof Szucs   |
| 3     | Belgien                      | Florent Minguet |

### +94 kg Ne-Waza

#### Vorrunde
Gruppe A:
| Aleksandr Sak  | 2:2 | Yahya Alhamadi  |
| Aleksandr Sak  | 0:0 | Makrem Saanouni |
| Yahya Alhamadi | 0:0 | Makrem Saanouni |

| Pl. | Land | Athlet          | K | S | Punkte | Diff. |
| --- | ---- | --------------- | - | - | ------ | ----- |
| 1.  | RUS  | Aleksandr Sak   | 2 | 2 | 02:02  | ±0    |
| 2.  | UAE  | Yahya Alhamadi  | 2 | 1 | 02:02  | ±0    |
| 3.  | TUN  | Makrem Saanouni | 2 | 0 | 00:0   | ±0    |

Gruppe B:
| Frederic Grevals Eugene Husson | 0:0   | Danny Andre Feliz Capitao |
| Frederic Grevals Eugene Husson | 0:100 | Seif Eddine Houmine       |
| Danny Andre Feliz Capitao      | 0:100 | Seif Eddine Houmine       |

| Pl. | Land | Athlet                         | K | S | Punkte | Diff. |
| --- | ---- | ------------------------------ | - | - | ------ | ----- |
| 1.  | MAR  | Seif Eddine Houmine            | 2 | 2 | 200:0  | +200  |
| 2.  | FRA  | Frederic Grevals Eugene Husson | 2 | 1 | 00:100 | −100  |
| 3.  | SUI  | Danny Andre Feliz Capitao      | 2 | 0 | 00:100 | −100  |

|  | Qualifikation zum Halbfinale |

#### Endrunde
|  | Halbfinale | Halbfinale                     | Halbfinale |                  |  | Endkampf | Endkampf                       | Endkampf |
|  |            |                                |            |                  |  |          |                                |          |
|  |            |                                |            |                  |  |          |                                |          |
|  | RUS        | Aleksandr Sak                  | 0          |                  |  |          |                                |          |
|  | FRA        | Frederic Gervais Eugene Husson | 2          |                  |  | FRA      | Frederic Grevais Eugene Husson | 0        |
|  |            |                                |            |                  |  | MAR      | Seif Eddine Houmine            | 100      |
|  |            |                                |            |                  |  |          |                                |          |
|  |            |                                |            | Kampf um Platz 3 |  |          |                                |          |
|  | MAR        | Seif Eddine Houmine            | 100        |                  |  |          |                                |          |
|  | UAE        | Yahya Alhamadi                 | 0          |                  |  | RUS      | Aleksandr Sak                  | 2*       |
|  |            |                                |            |                  |  | UAE      | Yahya Alhamadi                 | 2        |
|  |            |                                |            |                  |  |          |                                |          |

#### Medaillengewinner
| Platz | Land       | Sportler                |
| ----- | ---------- | ----------------------- |
| 1     | Marokko    | Seif Eddine Houmine     |
| 2     | Frankreich | Frederic Grevais Eugene |
| 3     | Russland   | Aleksandr Sak           |

### 62 kg Fighting

#### Vorrunde
Gruppe A:
| Roman Apolonov                  | 13:5 | Jairo Alejandro Viviescas Ortiz |
| Roman Apolonov                  | 10:4 | Ecco van der Veer               |
| Jairo Alejandro Viviescas Ortiz | 50:0 | Ecco van der Veer               |

| Pl. | Land | Athlet                          | K | S | Punkte | Diff. |
| --- | ---- | ------------------------------- | - | - | ------ | ----- |
| 1.  | GER  | Roman Apolonov                  | 2 | 2 | 23:09  | +14   |
| 2.  | COL  | Jairo Alejandro Viviescas Ortiz | 2 | 1 | 55:13  | +42   |
| 3.  | NED  | Ecco van der Veer               | 2 | 0 | 04:60  | −56   |

Gruppe B:
| Bohdan Mochulskyi | 11:10 | Louis Cloots    |
| Bohdan Mochulskyi | 7:17  | Radoslav Markov |
| Louis Cloots      | 50:0  | Radoslav Markov |

| Pl. | Land | Athlet            | K | S | Punkte | Diff. |
| --- | ---- | ----------------- | - | - | ------ | ----- |
| 1.  | BEL  | Louis Cloots      | 2 | 1 | 60:11  | +49   |
| 2.  | UKR  | Bohdan Mochulskyi | 2 | 1 | 18:27  | −09   |
| 3.  | BUL  | Radoslav Markov   | 2 | 1 | 17:57  | −40   |

|  | Qualifikation zum Halbfinale |

#### Endrunde
|  | Halbfinale | Halbfinale                      | Halbfinale |                  |  | Endkampf | Endkampf                        | Endkampf |
|  |            |                                 |            |                  |  |          |                                 |          |
|  |            |                                 |            |                  |  |          |                                 |          |
|  | GER        | Roman Apolonov                  | 6          |                  |  |          |                                 |          |
|  | UKR        | Bohdan Mochulski                | 14         |                  |  | UKR      | Bohdan Mochulski                | 9        |
|  |            |                                 |            |                  |  | COL      | Jairo Alejandro Viviescas Ortiz | 8        |
|  |            |                                 |            |                  |  |          |                                 |          |
|  |            |                                 |            | Kampf um Platz 3 |  |          |                                 |          |
|  | BEL        | Louis Cloots                    | 7          |                  |  |          |                                 |          |
|  | COL        | Jairo Alejandro Viviescas Ortiz | 9          |                  |  | GER      | Roman Apolonov                  | 10       |
|  |            |                                 |            |                  |  | BEL      | Louis Cloots                    | 8        |
|  |            |                                 |            |                  |  |          |                                 |          |

#### Medaillengewinner
| Platz | Land        | Sportler                        |
| ----- | ----------- | ------------------------------- |
| 1     | Ukraine     | Bohdan Mochulskyi               |
| 2     | Kolumbien   | Jairo Alejandro Viviescas Ortiz |
| 3     | Deutschland | Roman Apolonov                  |

### 69 kg Fighting

#### Vorrunde
Gruppe A:
| Pavel Korzhavykh | 50:0 | Tim Toplak          |
| Pavel Korzhavykh | 50:0 | Rayan Krishna Proag |
| Tim Toplak       | 14:0 | Rayan Krishna Proag |

| Pl. | Land | Athlet              | K | S | Punkte  | Diff. |
| --- | ---- | ------------------- | - | - | ------- | ----- |
| 1.  | RUS  | Pavel Korzhavykh    | 2 | 2 | 100:0   | +100  |
| 2.  | SLO  | Tim Toplak          | 2 | 1 | 014:050 | −036  |
| 3.  | MRI  | Rayan Krishna Proag | 2 | 0 | 00:064  | −064  |

Gruppe B:
| Milos Kovacevic | 0:50 | Boy Vogelzang                    |
| Milos Kovacevic | 6:7  | Eduardo Alberto Gutierrez Cortes |
| Boy Vogelzang   | 50:0 | Eduardo Alberto Gutierrez Cortes |

| Pl. | Land | Athlet                           | K | S | Punkte | Diff. |
| --- | ---- | -------------------------------- | - | - | ------ | ----- |
| 1.  | NED  | Boy Vogelzang                    | 2 | 2 | 100:0  | +100  |
| 2.  | MEX  | Eduardo Alberto Gutierrez Cortes | 2 | 1 | 07:056 | −044  |
| 3.  | MNE  | Milos Kovacevic                  | 2 | 0 | 06:057 | −051  |

|  | Qualifikation zum Halbfinale |

#### Endrunde
|  | Halbfinale | Halbfinale                       | Halbfinale |                  |  | Endkampf | Endkampf                         | Endkampf |
|  |            |                                  |            |                  |  |          |                                  |          |
|  |            |                                  |            |                  |  |          |                                  |          |
|  | RUS        | Pavel Korzhavykh                 | 17         |                  |  |          |                                  |          |
|  | MEX        | Eduardo Alberto Gutierrez Cortes | 0          |                  |  | RUS      | Pavel Korzhavykh                 | 6        |
|  |            |                                  |            |                  |  | NED      | Boy Vogelzang                    | 8        |
|  |            |                                  |            |                  |  |          |                                  |          |
|  |            |                                  |            | Kampf um Platz 3 |  |          |                                  |          |
|  | NED        | Boy Vogelzang                    | 8          |                  |  |          |                                  |          |
|  | SLO        | Tim Toplak                       | 2          |                  |  | MEX      | Eduardo Alberto Gutierrez Cortes | 6        |
|  |            |                                  |            |                  |  | SLO      | Tim Toplak                       | 3        |
|  |            |                                  |            |                  |  |          |                                  |          |

#### Medaillengewinner
| Platz | Land        | Sportler                         |
| ----- | ----------- | -------------------------------- |
| 1     | Niederlande | Boy Vogelzang                    |
| 2     | Russland    | Pavel Korzhavykh                 |
| 3     | Mexiko      | Eduardo Alberto Gutierrez Cortes |

### 77 kg Fighting

#### Vorrunde
Gruppe A:
| Ilia Borok    | 50:0 | Andreas Knebl             |
| Ilia Borok    | 9:3  | Saparmurat Nurmukhanbetov |
| Andreas Knebl | 16:8 | Saparmurat Nurmukhanbetov |

| Pl. | Land | Athlet                    | K | S | Punkte | Diff. |
| --- | ---- | ------------------------- | - | - | ------ | ----- |
| 1.  | RUS  | Ilia Borok                | 2 | 2 | 59:03  | +56   |
| 2.  | GER  | Andreas Knebl             | 2 | 1 | 16:58  | −42   |
| 3.  | KAZ  | Saparmurat Nurmukhanbetov | 2 | 0 | 11:25  | −14   |

Gruppe B:
| Percy Kunsa Bi Aku | 8:7  | Fredrik Widgren  |
| Percy Kunsa Bi Aku | 9:6  | Jonathan Charlot |
| Fredrik Widgren    | 16:1 | Jonathan Charlot |

| Pl. | Land | Athlet             | K | S | Punkte | Diff. |
| --- | ---- | ------------------ | - | - | ------ | ----- |
| 1.  | FRA  | Percy Kunsa Bi Aku | 2 | 2 | 17:13  | +04   |
| 2.  | SWE  | Fredrik Widgren    | 2 | 1 | 23:09  | +14   |
| 3.  | MRI  | Jonathan Charlot   | 2 | 0 | 07:25  | −18   |

|  | Qualifikation zum Halbfinale |

#### Endrunde
|  | Halbfinale | Halbfinale         | Halbfinale |                  |  | Endkampf | Endkampf           | Endkampf |
|  |            |                    |            |                  |  |          |                    |          |
|  |            |                    |            |                  |  |          |                    |          |
|  | RUS        | Ilia Borok         | 12         |                  |  |          |                    |          |
|  | SWE        | Fredrik Widgren    | 6          |                  |  | RUS      | Ilia Borok         | 9        |
|  |            |                    |            |                  |  | GER      | Andreas Knebl      | 1        |
|  |            |                    |            |                  |  |          |                    |          |
|  |            |                    |            | Kampf um Platz 3 |  |          |                    |          |
|  | FRA        | Percy Kunsa Bi Aku | 15         |                  |  |          |                    |          |
|  | GER        | Andreas Knebl      | 19         |                  |  | SWE      | Fredrik Widgren    | 20       |
|  |            |                    |            |                  |  | FRA      | Percy Kunsa Bi AKu | 6        |
|  |            |                    |            |                  |  |          |                    |          |

#### Medaillengewinner
| Platz | Land        | Sportler        |
| ----- | ----------- | --------------- |
| 1     | Russland    | Ilia Borok      |
| 2     | Deutschland | Andreas Knebl   |
| 3     | Schweden    | Fredrik Widgren |

### 85 kg Fighting

#### Vorrunde
Gruppe A:
| Denis Belov         | 14:6 | William Seth Wenzel |
| Denis Belov         | 10:4 | Nicolas Baez        |
| William Seth Wenzel | 15:6 | Nicolas Baez        |

| Pl. | Land | Athlet              | K | S | Punkte | Diff. |
| --- | ---- | ------------------- | - | - | ------ | ----- |
| 1.  | RUS  | Denis Belov         | 2 | 2 | 24:10  | +14   |
| 2.  | SWE  | William Seth Wenzel | 2 | 1 | 21:20  | +01   |
| 3.  | SUI  | Nicolas Baez        | 2 | 0 | 10:25  | −15   |

Gruppe B:
| Mikkel Brix Willard | 7:5   | Ivan Nastenko                 |
| Mikkel Brix Willard | 15:7  | Junior David Cabezas Quinones |
| Ivan Nastenko       | 11:11 | Junior David Cabezas Quinones |

| Pl. | Land | Athlet                        | K | S | Punkte | Diff. |
| --- | ---- | ----------------------------- | - | - | ------ | ----- |
| 1.  | DEN  | Mikkel Brix Willard           | 2 | 2 | 22:12  | +10   |
| 2.  | COL  | Junior David Cabezas Quinones | 2 | 1 | 18:26  | −08   |
| 3.  | UKR  | Ivan Nastenko                 | 2 | 0 | 16:18  | −02   |

|  | Qualifikation zum Halbfinale |

#### Endrunde
|  | Halbfinale | Halbfinale                    | Halbfinale |                  |  | Endkampf | Endkampf                      | Endkampf |
|  |            |                               |            |                  |  |          |                               |          |
|  |            |                               |            |                  |  |          |                               |          |
|  | RUS        | Denis Belov                   | 50         |                  |  |          |                               |          |
|  | COL        | Junior David Cabezas Quinones | 0          |                  |  | RUS      | Denis Belov                   | 0        |
|  |            |                               |            |                  |  | DEN      | Mikkel Brix Willard           | 50       |
|  |            |                               |            |                  |  |          |                               |          |
|  |            |                               |            | Kampf um Platz 3 |  |          |                               |          |
|  | DEN        | Mikkel Brix Willard           | 50         |                  |  |          |                               |          |
|  | SWE        | William Seth Wenzel           | 0          |                  |  | COL      | Junior David Cabezas Quinones | 0        |
|  |            |                               |            |                  |  | SWE      | William Seth Wenzel           | 50       |
|  |            |                               |            |                  |  |          |                               |          |

#### Medaillengewinner
| Platz | Land     | Sportler            |
| ----- | -------- | ------------------- |
| 1     | Dänemark | Mikkel Brix Willard |
| 2     | Russland | Denis Belov         |
| 3     | Schweden | William Seth Wenzel |

### 94 kg Fighting

#### Vorrunde
Gruppe A:
| Benjamin Lah | 25:12 | Melvin Schol         |
| Benjamin Lah | 12:12 | Mathias Brix Willard |
| Melvin Schol | 11:14 | Mathias Brix Willard |

| Pl. | Land | Athlet               | K | S | Punkte | Diff. |
| --- | ---- | -------------------- | - | - | ------ | ----- |
| 1.  | DEN  | Mathias Brix Willard | 2 | 2 | 26:23  | +03   |
| 2.  | SLO  | Benjamin Lah         | 2 | 1 | 37:24  | +13   |
| 3.  | NED  | Melvin Schol         | 2 | 0 | 23:39  | −16   |

Gruppe B:
| Tim Weidenbecher | 0:50  | Tomasz Szewczak      |
| Tim Weidenbecher | 12:13 | Mohsen Hamid Aghchay |
| Tomasz Szewczak  | 15:8  | Mohsen Hamid Aghchay |

| Pl. | Land | Athlet               | K | S | Punkte | Diff. |
| --- | ---- | -------------------- | - | - | ------ | ----- |
| 1.  | POL  | Tomasz Szewczak      | 2 | 2 | 65:08  | +57   |
| 2.  | IRI  | Mohsen Hamid Aghchay | 2 | 1 | 21:27  | −06   |
| 3.  | GER  | Tim Weidenbecher     | 2 | 0 | 12:63  | −51   |

|  | Qualifikation zum Halbfinale |

#### Endrunde
|  | Halbfinale | Halbfinale           | Halbfinale |                  |  | Endkampf | Endkampf             | Endkampf |
|  |            |                      |            |                  |  |          |                      |          |
|  |            |                      |            |                  |  |          |                      |          |
|  | DEN        | Mathias Brix Willard | 8          |                  |  |          |                      |          |
|  | IRI        | Mohsen Hamid Aghchay | 9          |                  |  | IRI      | Mohsen Hamid Aghchay | 0        |
|  |            |                      |            |                  |  | POL      | Tomasz Szewczak      | 14       |
|  |            |                      |            |                  |  |          |                      |          |
|  |            |                      |            | Kampf um Platz 3 |  |          |                      |          |
|  | POL        | Tomasz Szweszak      | 11         |                  |  |          |                      |          |
|  | SLO        | Benjamin Lah         | 9          |                  |  | DEN      | Mathias Brix Willard | 0        |
|  |            |                      |            |                  |  | SLO      | Benjamin Lah         | 10       |
|  |            |                      |            |                  |  |          |                      |          |

#### Medaillengewinner
| Platz | Land      | Sportler             |
| ----- | --------- | -------------------- |
| 1     | Polen     | Tomasz Szewczak      |
| 2     | Iran      | Mohsen Hamid Aghchay |
| 3     | Slowenien | Benjamin Lah         |

### +94 kg Fighting

#### Vorrunde
Gruppe A:
| Rafal Riss      | 50:0  | Makrem Saanouni             |
| Rafal Riss      | 50:0  | Christian Alvarez Fernandez |
| Makrem Saanouni | 10:16 | Christian Alvarez Fernandez |

| Pl. | Land | Athlet                      | K | S | Punkte  | Diff. |
| --- | ---- | --------------------------- | - | - | ------- | ----- |
| 1.  | POL  | Rafal Riss                  | 2 | 2 | 100:0   | +100  |
| 2.  | ESP  | Christian Alvarez Fernandez | 2 | 1 | 016:060 | −044  |
| 3.  | TUN  | Makrem Saanouni             | 2 | 0 | 010:066 | −056  |

Gruppe B:
| Dejan Vukcevic     | 1:7  | Alexandre Fromange |
| Dejan Vukcevic     | 12:5 | Angelos Varvarigos |
| Alexandre Fromange | 50:0 | Angelos Varvarigos |

| Pl. | Land | Athlet             | K | S | Punkte  | Diff. |
| --- | ---- | ------------------ | - | - | ------- | ----- |
| 1.  | FRA  | Alexandre Fromange | 2 | 2 | 057:01  | +056  |
| 2.  | MNE  | Dejan Vukcevic     | 2 | 1 | 013:012 | +01   |
| 3.  | GRE  | Angelos Varvarigos | 2 | 0 | 05:062  | −057  |

|  | Qualifikation zum Halbfinale |

#### Endrunde
|  | Halbfinale | Halbfinale                  | Halbfinale |                  |  | Endkampf | Endkampf                    | Endkampf |
|  |            |                             |            |                  |  |          |                             |          |
|  |            |                             |            |                  |  |          |                             |          |
|  | POL        | Rafal Riss                  | 9          |                  |  |          |                             |          |
|  | MNE        | Dejan Vukcevic              | 3          |                  |  | POL      | Rafal Riss                  | 5        |
|  |            |                             |            |                  |  | FRA      | Alexandre Fromange          | 7        |
|  |            |                             |            |                  |  |          |                             |          |
|  |            |                             |            | Kampf um Platz 3 |  |          |                             |          |
|  | FRA        | Alexandre Fromange          | 50         |                  |  |          |                             |          |
|  | ESP        | Christian Alvarez Fernandez | 0          |                  |  | MNE      | Dejan Viukcevic             | 50       |
|  |            |                             |            |                  |  | ESP      | Christian Alvarez Fernandez | 0        |
|  |            |                             |            |                  |  |          |                             |          |

#### Medaillengewinner
| Platz | Land       | Sportler           |
| ----- | ---------- | ------------------ |
| 1     | Frankreich | Alexandre Fromange |
| 2     | Polen      | Rafal Riss         |
| 3     | Montenegro | Dejan Vukcevic     |

## Ergebnisse Mixed

### Team

#### Ergebnisse
| Viertelfinale | Viertelfinale | Viertelfinale |  |     | Halbfinale | Halbfinale  | Halbfinale  |             |          | Finale           | Finale           | Finale           |
|               |               |               |  |     |            |             |             |             |          |                  |                  |                  |
|               |               |               |  |     | GER        | Deutschland | 5           |             |          |                  |                  |                  |
|               |               |               |  |     | NED        | Niederlande | 2           |             |          |                  |                  |                  |
| BEL           | Belgien       | 3             |  |     |            |             |             |             |          |                  |                  |                  |
| NED           | Niederlande   | 4             |  |     |            |             |             |             | Endkampf | Endkampf         | Endkampf         |                  |
|               |               |               |  |     |            | GER         | Deutschland | 5           |          |                  |                  |                  |
|               |               |               |  | RUS | Russland   | 2           |             |             |          |                  |                  |                  |
|               |               |               |  |     |            |             |             |             |          |                  |                  |                  |
|               |               |               |  |     |            |             |             |             |          |                  |                  |                  |
|               |               |               |  |     | POL        | Polen       | 3           |             |          |                  |                  |                  |
|               |               |               |  |     | RUS        | Russland    | 4           |             |          | Kampf um Platz 3 | Kampf um Platz 3 | Kampf um Platz 3 |
| COL           | Kolumbien     | 3             |  |     |            |             | NED         | Niederlande | 3        |                  |                  |                  |
| RUS           | Russland      | 4             |  |     |            |             |             | POL         | Polen    | 4                |                  |                  |
|               |               |               |  |     |            |             |             |             |          |                  |                  |                  |

#### Medaillengewinner
| Platz | Land        | Namen |
| ----- | ----------- | --- |
| 1     | Deutschland | Roman Apolonov Theresa Attenberger Andreas Knebl Malte Meinken Carina Neupert Julia Paszkiewicz Johannes Tourbeslis Tim Weidenbecher |
| 2     | Russland    | Denis Belov Ilia Borok Abdulbari Guseinov Pavel Korzhavykh Olga Medvedeva Zainutdin Zainukov                                         |
| 3     | Polen       | Magdalena Giec Maciej Kozak Jedrzej Loska Emilia Mackowiak Tomasz Szewczak Marta Walotek                                             |

### Duo

#### Vorrunde
Gruppe A:
| Begegnung                               | Begegnung | Begegnung                                                        | Ergebnis  |
| --------------------------------------- | --------- | ---------------------------------------------------------------- | --------- |
| Sara Paganini / Michele Vallieri        | –         | Julia Paszkiewicz / Johannes Tourbeslis                          | 92:87,5   |
| Sara Paganini / Michele Vallieri        | –         | Romina Yashmir Lopez Cestari / Fabrizio Emanuel Quintas de Brito | 94,5:80   |
| Julia Paszkiewicz / Johannes Tourbeslis | –         | Romina Yashmir Lopez Cestari / Fabrizio Emanuel Quintas de Brito | 89,5:78,5 |

| Pl. | Land        | Namen                                                            | K | S | Punkte  | Diff. |
| --- | ----------- | ---------------------------------------------------------------- | - | - | ------- | ----- |
| 1.  | Italien     | Sara Paganini / Michele Vallieri                                 | 2 | 2 | 187:168 | +19   |
| 2.  | Deutschland | Julia Paszkiewicz / Johannes Tourbeslis                          | 2 | 1 | 177:171 | +07   |
| 3.  | Uruguay     | Romina Yashmir Lopez Cestari / Fabrizio Emanuel Quintas de Brito | 2 | 0 | 159:184 | −26   |

Gruppe B:
| Begegnung                         | Begegnung | Begegnung                       | Ergebnis |
| --------------------------------- | --------- | ------------------------------- | -------- |
| Sofia Jokl / Thomas Schönenberger | –         | Charis Gravensteyn / Ian Lodens | 93:94    |
| Sofia Jokl / Thomas Schönenberger | –         | Andrea Gruber / Philippe Bleyer | 93,5:89  |
| Charis Gravensteyn / Ian Lodens   | –         | Andrea Gruber / Philippe Bleyer | 92,5:88  |

| Pl. | Land       | Namen                             | K | S | Punkte  | Diff. |
| --- | ---------- | --------------------------------- | - | - | ------- | ----- |
| 1.  | Belgien    | Charis Gravensteyn / Ian Lodens   | 2 | 2 | 187:181 | +06   |
| 2.  | Schweiz    | Sofia Jokl / Thomas Schönenberger | 2 | 1 | 187:183 | +04   |
| 3.  | Österreich | Andrea Gruber / Philippe Bleyer   | 2 | 0 | 177:186 | −09   |

|  | Qualifikation zum Halbfinale |

#### Endrunde
|  | Halbfinale | Halbfinale                            | Halbfinale |                  |  | Endkampf | Endkampf                              | Endkampf |
|  |            |                                       |            |                  |  |          |                                       |          |
|  |            |                                       |            |                  |  |          |                                       |          |
|  | ITA        | Sara Paganini Michele Vallieri        | 94,5       |                  |  |          |                                       |          |
|  | SUI        | Sofia Jokl Thomas Schönenberger       | 91,5       |                  |  | ITA      | Sara Paganini Michele Vallieri        | 101      |
|  |            |                                       |            |                  |  | GER      | Julia Paszkiewicz Johannes Tourbeslis | 94,5     |
|  |            |                                       |            |                  |  |          |                                       |          |
|  |            |                                       |            | Kampf um Platz 3 |  |          |                                       |          |
|  | BEL        | Charis Gravensteyn Ian Lodens         | 92,0       |                  |  |          |                                       |          |
|  | GER        | Julia Paszkiewicz Johannes Tourbeslis | 93,0       |                  |  | SUI      | Sofia Jokl Thomas Schönenberger       | 94,5     |
|  |            |                                       |            |                  |  | BEL      | Charis Gravensteyn Ian Lodens         | 97       |
|  |            |                                       |            |                  |  |          |                                       |          |

#### Medaillengewinner
| Platz | Land        | Namen                                   |
| ----- | ----------- | --------------------------------------- |
| 1     | Italien     | Sara Paganini / Michele Vallieri        |
| 2     | Deutschland | Julia Paszkiewicz / Johannes Tourbeslis |
| 3     | Belgien     | Charis Gravensteyn / Ian Lodens         |

## Medaillenspiegel
| Medaillenspiegel | Medaillenspiegel             | Medaillenspiegel | Medaillenspiegel | Medaillenspiegel | Medaillenspiegel |
| Platz            | Land                         | G                | S                | B                | Gesamt           |
| ---------------- | ---------------------------- | ---------------- | ---------------- | ---------------- | ---------------- |
| 01               | Frankreich                   | 3                | 3                | 0                | 6                |
| 02               | Deutschland                  | 2                | 2                | 3                | 7                |
| 02               | Polen                        | 2                | 2                | 3                | 7                |
| 04               | Belgien                      | 2                | 1                | 3                | 6                |
| 05               | Österreich                   | 2                | 0                | 0                | 2                |
| 05               | Dänemark                     | 2                | 0                | 0                | 2                |
| 07               | Russland                     | 1                | 3                | 2                | 6                |
| 08               | Italien                      | 1                | 1                | 1                | 3                |
| 08               | Niederlande                  | 1                | 1                | 1                | 3                |
| 10               | Ungarn                       | 1                | 1                | 0                | 2                |
| 10               | Schweiz                      | 1                | 1                | 0                | 2                |
| 10               | Vereinigte Arabische Emirate | 1                | 1                | 0                | 2                |
| 13               | Marokko                      | 1                | 0                | 1                | 2                |
| 13               | Mexiko                       | 1                | 0                | 1                | 2                |
| 15               | Ukraine                      | 1                | 0                | 0                | 1                |
| 16               | Kolumbien                    | 0                | 2                | 0                | 2                |
| 17               | Slowenien                    | 0                | 1                | 1                | 1                |
| 18               | Iran                         | 0                | 1                | 0                | 1                |
| 18               | Jordanien                    | 0                | 1                | 0                | 1                |
| 18               | Mongolei                     | 0                | 1                | 0                | 1                |
| 21               | Schweden                     | 0                | 2                | 0                | 2                |
| 22               | Israel                       | 0                | 0                | 1                | 1                |
| 22               | Japan                        | 0                | 0                | 1                | 1                |
| 22               | Montenegro                   | 0                | 0                | 1                | 1                |
| 22               | Portugal                     | 0                | 0                | 1                | 1                |
| Gesamt           | Gesamt                       | 22               | 22               | 22               | 66               |